# Unsichtbare Tage oder Die Legende von den weißen Krokodilen
Unsichtbare Tage oder Die Legende von den weißen Krokodilen ist ein deutscher dokumentarischer Essayfilm von Eva Hiller aus dem Jahr 1991. Hiller ist auch Drehbuchautorin und Produzentin. Der Film zeigt das nächtliche Leben in der Großstadt. Im Zentrum stehen die technische Infrastruktur und die Einsamkeit der Menschen. Uraufgeführt wurde der Film im Oktober 1991 auf den 25. Internationalen Hofer Filmtagen. Auf der Berlinale 2024 erschien er in der Reihe „Retrospektive“ erstmals in einer digital restaurierten Fassung.

## Inhalt und Bezugnahmen
Gezeigt werden verschiedene Infrastruktureinrichtungen in den Großstädten Berlin und Frankfurt am Main bei Nacht, zum Beispiel eine Verkehrsleitzentrale, der Frankfurter Flughafen, eine Notaufnahme, eine Kläranlage und Waschsalons. Die Aufnahmen illustrieren das Leben in der Nacht, das sich deutlich vom Leben am Tag unterscheidet. Eine wesentliche Rolle spielt dabei das Licht. Im Dunkel der Nacht steht es für Sicherheit und Orientierung, sein Fehlen löst dagegen Unsicherheit und Furcht aus.
Eine weibliche Stimme gibt die Gedanken einer Frau wieder, die in einer fremden Wohnung auf einen Mann wartet. Darin geht es auch um die Legende von den weißen Krokodilen. Sie besagt, dass Reptilien in die Kanalisation gespült wurden. Im Dunkel der unterirdischen Gänge sind sie farblos und blind geworden, können sich aber, mangels natürlicher Feinde, ungehindert ausbreiten. Einst werden sie ihren Platz in der Welt beanspruchen.
Eine Botschaft des Essayfilms lautet: „Es muss Nacht sein, damit es Tag werden kann.“ Kritisiert wird, dass der Kapitalismus den Arbeitstag verlängert, es daher nicht mehr vollends Nacht werden kann und damit die notwendige Unterbrechung des Tagwerks verschwunden ist. Ein anderes Anliegen ist es, die Einsamkeit der Menschen als „Produkt der Moderne“ darzustellen.
Die Konzeption des Films erinnert an den rund 10 Jahre älteren Film Toute une nuit von Chantal Akerman. Im Unterschied zur Inszenierung der nächtlichen Dynamik bei Akerman hebt Hiller die Monotonie nächtlicher Abläufe in der Großstadt hervor. Darin steht Unsichtbare Tage in einer Tradition zu Fritz Langs expressionistischem Stummfilm Metropolis.
Im Auftrag der Deutschen Kinemathek wurde der Film 2023 in 4K-Auflösung digitalisiert und von der BASIS BERLIN Filmproduktion GmbH in 2K-Auflösung restauriert. Grundlage dafür waren das 35-mm-Originalnegativ und die 17,5-mm-Mischung.

## Zitat
„Die Bilder zeigen Bewegungen von Apparaten und den Menschen, die sie bedienen, in der nächtlichen Stadt, wie sie gegen die alte Angst vor der Dunkelheit vorbeugen sollen und dabei mit der neuen Helligkeit eine Unwirklichkeit schaffen, die vielleicht nicht weniger beängstigend ist. Mit diesem unsichtbaren Arbeiten, das jede Stadt braucht, um zu funktionieren, entsteht eine ganz andere Welt. Und obwohl wir alle von diesen Vorgängen wissen – wir gehen täglich mit ihren Ergebnissen um, schalten ein und aus, spülen weg und kommunizieren mit fremden Partnern – beeinflußen sie unsere Wahrnehmung der persönlichen oder allgemeinen Dinge mehr, als wir wahrhaben wollen.“

## Rezensionen
„Dem Zuschauer bietet sich ein artifiziell gestaltetes Material, das ihn zu eigenen Erkenntnissen führen soll. Das funktioniert auch. Nicht durch konkrete Informationen, sondern durch das Gedankenspiel mit Bildern Einstellungen zu wecken, ist reizvoll und bedarf auch nicht unbedingt einer ‚plausiblen Dramaturgie‘.“

„Unsichtbare Tage ist ein Versuch über die Nacht. Eva Hillers Film macht dort weiter, wo auch Sex, Lügen & Video anfing: Bei der Angst vor dem Unsichtbaren vor der Maschinerie, die die Welt auch dort am Laufen hält, wo es keiner sieht. Mit der Kamera von Thomas Mauch zieht sie durch die Frankfurter Nächte, taucht ein in die Netze, die diese Stadt durchziehen. Bilder von Abwasserkanälen und Kontrollmonitoren, Schaltzentralen und Verteilersystemen gipfeln in der Legende von den weißen Krokodilen. Dieses Hin und Her zwischen Furcht und Fakten erzeugt einen steten Fluß zwischen dem Abstrakten und dem Konkreten, entwickelt einen Rhythmus zwischen Zeigen und Reflektieren, der dem Film eine untergründige Poesie verleiht.“

## Auszeichnungen
- Hessischer Filmpreis 1991: beste Kamera (Thomas Mauch) und bester Ton (Michael Busch)[9]